# Bleptina subjecta
Bleptina subjecta är en fjärilsart som beskrevs av Heinrich Benno Möschler 1890. Bleptina subjecta ingår i släktet Bleptina och familjen nattflyn. Inga underarter finns listade i Catalogue of Life.